# Línea 10 (TUC Pamplona)
| 10 | Belosogoiti ↔ Orkoien Beloso Alto ↔ Orcoyen |

La línea 10 del Transporte Urbano Comarcal de Pamplona (EHG/TUC) es una línea de autobús urbano que conecta Orcoyen con el centro de Pamplona.
A lo largo de su recorrido conecta lugares importantes como la Plaza de las Merindades, la Plaza Príncipe de Viana, el Colegio Oficial de Médicos de Navarra, la Iglesia de San Nicolás, el Cementerio de Pamplona, el Puente de Miluze, el Polígono Agustinos y el Polígono de Orcoyen.

## Historia
La línea abrió en 1953, explotada por la empresa La Villavesa SA. Unía Ermitagaña con la Plaza de la Argentina. Después, uno de cada dos autobuses se dirigía a Beloso o a Lezcairu.
En 1969, tras el cierre de La Villavesa SA, la línea pasa a manos de la COTUP.
En 1992, tras la creación de la línea 12, se elimina el recorrido por Ermitagaña, pasando a dar servicio a las áreas de San Juan que dejaba libres la línea 8.
En 1995 se dividió la línea en dos distintas: la 10 y la 13, de nueva creación, siendo la 10 la que obtenía el recorrido San Jorge ↔ San Miguel.
En 1999, con la reordenación del Transporte Urbano Comarcal, se amplía hasta Orcoyen.
En septiembre de 2017, con el conocido como Plan de Amabilización del Centro de Pamplona, se sustituyó el recorrido por la Calle Estella, sentido Orcoyen por el actual, pasando por el Paseo de Sarasate.
En junio de 2018 se mejoró la frecuencia de los fines de semana.

## Explotación

### Frecuencias
La línea está operativa todos los días del año. Estas son las frecuencias:
- Laborables: 30' (de 06:30 a 22:35)
- Sábados: 35' (de 06:45 a 21:55)
- Domingos y festivos: 35' (de 06:45 a 21:55)

### Recorrido
Todos los autobuses realizan todo el recorrido.

## Paradas
|  | Parada                                        | Parada | Parada | Parada | Parada                                              | Municipio | Correspondencia                          |
|  | --------------------------------------------- | ------ | ------ | ------ | --------------------------------------------------- | --------- | ---------------------------------------- |
|  | Clínica San Miguel                            |        | ■      |        | San Migel Klinika                                   | Pamplona  |                                          |
|  | Hospital San Juan de Dios                     |        | ■      |        | San Juan de Dios Ospitalea                          | Pamplona  |                                          |
|  | Avenida de la Baja Navarra (frente Seminario) |        | ■      |        | Bexe Nafarroako Etorbidea (Apaizgaitegiaren parean) | Pamplona  | 4 12 18 20 23                            |
|  | Avenida de la Baja Navarra (frente nº28)      |        | ■      |        | Bexe Nafarroako Etorbidea (28aren parean)           | Pamplona  | 4 12 18 20 22 23                         |
|  | Plaza de las Merindades                       |        | ■      |        | Merindadeen Plaza                                   | Pamplona  | 1 2 3 4 5 6 8 9 11 12 17 18 20 22 23 25  |
|  | Paseo de Sarasate (Iglesia de San Nicolás)    |        | ■      |        | Sarasatearen Pasealekua (San Nikolasen Eliza)       | Pamplona  | 3 8 15                                   |
|  | Calle Navas de Tolosa (Hotel Tres Reyes)      |        | ■      |        | Tolosako Navas Kalea (Hiru Erregeen Hotela)         | Pamplona  | 3 4 8 15 16 17 21                        |
|  | Avenida de Bayona nº4                         |        | ■      |        | Baionako Etorbidea 4                                | Pamplona  | 8 9 12                                   |
|  | Calle San Roque (frente nº17)                 |        | ■      |        | San Roke Kalea (17aren parean)                      | Pamplona  |                                          |
|  | Calle Monasterio de Irache nº34               |        | ■      |        | Iratxeko Monasterioa Kalea 34                       | Pamplona  |                                          |
|  | Calle Monasterio de Irache nº54               |        | ■      |        | Iratxeko Monasterioa Kalea 54                       | Pamplona  |                                          |
|  | Avenida de Navarra (Calle Doctor Juaristi)    |        | ■      |        | Nafarroako Etorbidea (Juaristi Doktorearen Kalea)   | Pamplona  | 7 8 9 24                                 |
|  | Carretera Echauri (frente nº1)                |        | ■      |        | Etxauriko Erepidea (1aren parean)                   | Orcoyen   |                                          |
|  | Carretera Echauri (frente nº7)                |        | ■      |        | Etxauriko Errepidea (7aren parean)                  | Orcoyen   |                                          |
|  | Carretera Echauri (Centro de Salud)           |        | ■      |        | Etxauriko Errepidea (Osasunetxea)                   | Orcoyen   |                                          |
|  | Calle Rafael Alberti (frente nº1)             |        | ■      |        | Rafael Alberti Kalea (1aren parean)                 | Orcoyen   |                                          |
|  | Calle Rafael Alberti (frente nº33)            |        | ■      |        | Rafael Alberti Kalea (33aren parean)                | Orcoyen   |                                          |
|  | Calle Gurutzetxuria (frente nº16)             |        | ■      |        | Gurutzetxuria Kalea (16aren parean)                 | Orcoyen   |                                          |
|  | Plaza Juslapeña                               |        | ■      |        | Txulapain Plaza                                     | Orcoyen   |                                          |
|  |                                               |        |        |        |                                                     |           |                                          |
|  | Plaza Juslapeña                               |        | ■      |        | Txulapain Plaza                                     | Orcoyen   |                                          |
|  | Calle Gurutzetxuria 14                        |        | ■      |        | Gurutzetxuria Kalea 14                              | Orcoyen   |                                          |
|  | Calle Rafael Alberti 29                       |        | ■      |        | Rafael Alberti Kalea 29                             | Orcoyen   |                                          |
|  | Calle Rafael Alberti 3-5                      |        | ■      |        | Rafael Alberti Kalea 3-5                            | Orcoyen   |                                          |
|  | Calle 8 de Marzo (Calle Jorge Oteiza)         |        | ■      |        | Martxoaren 8 Kalea (Jorge Oteiza Kalea)             | Orcoyen   |                                          |
|  | Polígono Ipertegui                            |        | ■      |        | Ipertegi Industrialdea                              | Orcoyen   |                                          |
|  | Carretera Echauri nº1                         |        | ■      |        | Etxauriko Errepidea 1                               | Pamplona  |                                          |
|  | Avenida de Navarra nº3                        |        | ■      |        | Nafarroako Etorbidea 3                              | Pamplona  | 7 8 9 24                                 |
|  | Calle Monasterio de Irache nº41               |        | ■      |        | Iratxeko Monasterioa Kalea 41                       | Pamplona  |                                          |
|  | Calle Monasterio de Irache nº27               |        | ■      |        | Iratxeko Monasterioa Kalea 27                       | Pamplona  |                                          |
|  | Calle San Roque nº17                          |        | ■      |        | San Roke Kalea 17                                   | Pamplona  |                                          |
|  | Avenida de Bayona nº5                         |        | ■      |        | Baionako Etorbidea 5                                | Pamplona  | 8 9 12                                   |
|  | Avenida del Ejército (Ciudadela)              |        | ■      |        | Armada Etorbidea (Ziudadela)                        | Pamplona  | 8 15 18                                  |
|  | Avenida del Conde Oliveto nº3                 |        | ■      |        | Oliveto Kontearen Etorbidea 3                       | Pamplona  | 1 2 3 4 5 8 9 11 12 15 17 18 20 21 23 25 |
|  | Avenida de la Baja Navarra nº14               |        | ■      |        | Bexe Nafarroako Etorbidea 14                        | Pamplona  | 1 2 3 4 5 6 8 9 11 12 17 18 20 22 23 25  |
|  | Avenida de la Baja Navarra nº34               |        | ■      |        | Bexe Nafarroako Etorbidea 34                        | Pamplona  | 4 12 18 20 22 23                         |
|  | Avenida de la Baja Navarra nº64               |        | ■      |        | Bexe Nafarroako Etorbidea 64                        | Pamplona  | 4 12 18 20 23                            |
|  | Hospital San Juan de Dios                     |        | ■      |        | San Juan de Dios Ospitalea                          | Pamplona  |                                          |
|  | Clínica San Miguel                            |        | ■      |        | San Migel Klinika                                   | Pamplona  |                                          |

## Tráfico
| Año  | Pasajeros | Variación |
| ---- | --------- | --------- |
| 2018 | 689 534   | ▲ 6,3%    |
| 2019 | 733 556   | ▲ 6,3%    |

## Futuro
No se prevén nuevas extensiones o modificaciones del servicio por ahora.